# 소련의 공화국의 국가
소련의 공화국의 국가는 총 15개이다.
- 러시아 소비에트 연방 사회주의 공화국의 국가
- 그루지야 소비에트 사회주의 공화국의 국가
- 라트비아 소비에트 사회주의 공화국의 국가
- 리투아니아 소비에트 사회주의 공화국의 국가
- 몰도바 소비에트 사회주의 공화국의 국가
- 벨로루시 소비에트 사회주의 공화국의 국가
- 아르메니아 소비에트 사회주의 공화국의 국가
- 아제르바이잔 소비에트 사회주의 공화국의 국가
- 에스토니아 소비에트 사회주의 공화국의 국가
- 우즈베크 소비에트 사회주의 공화국의 국가
- 우크라이나 소비에트 사회주의 공화국의 국가
- 카자흐 소비에트 사회주의 공화국의 국가
- 키르기스 소비에트 사회주의 공화국의 국가
- 타지크 소비에트 사회주의 공화국의 국가
- 투르크멘 소비에트 사회주의 공화국의 국가

이중 러시아, 벨라루스, 우즈베키스탄, 타지키스탄은 이들 국가를 개사한 곡을 국가로 사용한다.
투르크메니스탄은 1997년까지 투르크멘 소비에트 사회주의 공화국의 국가를 가사를 제외하여 사용했고 카자흐스탄은 카자흐 소비에트 사회주의 공화국의 국가를 개사하여 사용하다 2006년부터 나의 카자흐스탄을 국가로 사용하고 있다.

## 단명한 공화국의 국가
- 부하라 소비에트 사회주의 공화국의 국가
- 자캅카스 사회주의 연방 소비에트 공화국의 국가
- 카렐리야-핀란드 소비에트 사회주의 공화국의 국가
- 화레즘 소비에트 사회주의 공화국의 국가
- 투바 인민공화국의 국가

## 짧은 기간 사용된 국가
- 타우키슈카 기에스메 - 1944년 ~ 1950년, 1988년 ~ 1990년 동안 리투아니아 소비에트 사회주의 공화국의 국가였다.